# NGC 6546
NGC 6546 é um aglomerado aberto na direção da constelação de Sagittarius. O objeto foi descoberto pelo astrônomo John Herschel em 1837, usando um telescópio refletor com abertura de 18,6 polegadas. Devido a sua moderada magnitude aparente (+8), é visível apenas com telescópios amadores ou com equipamentos superiores. 